# Янгуас
Янгуас (ісп. Yanguas) — муніципалітет в Іспанії, у складі автономної спільноти Кастилія-і-Леон, у провінції Сорія. Населення — 128 осіб (2010).
Муніципалітет розташований на відстані близько 220 км на північний схід від Мадрида, 38 км на північ від Сорії.
На території муніципалітету розташовані такі населені пункти: (дані про населення за 2010 рік)
- Янгуас: 124 особи
- Ла-Вега: 4 особи

## Демографія
Динаміка населення (INE ):

## Галерея зображень

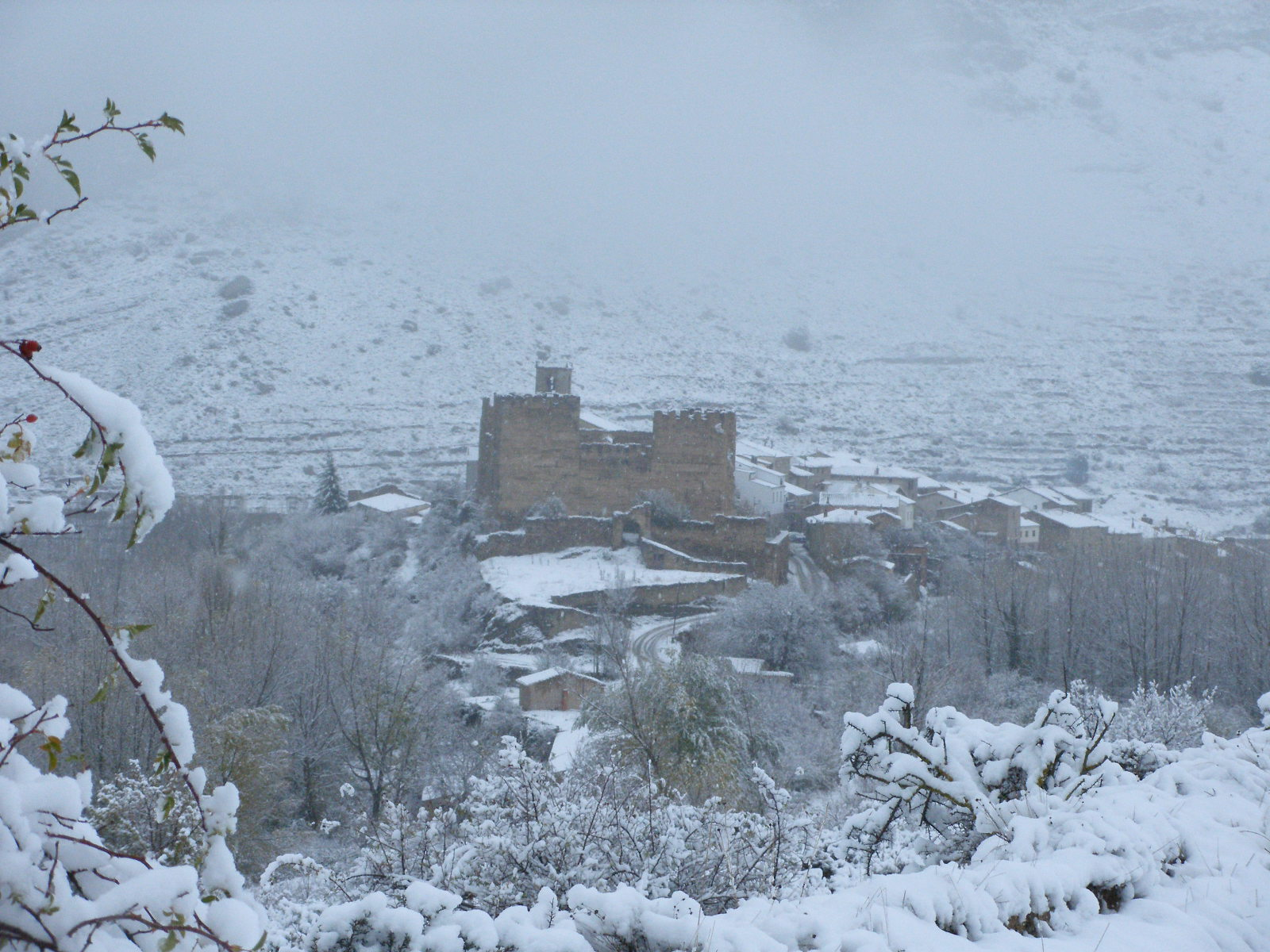
Янгуас взимку
Розташування муніципалітету Янгуас
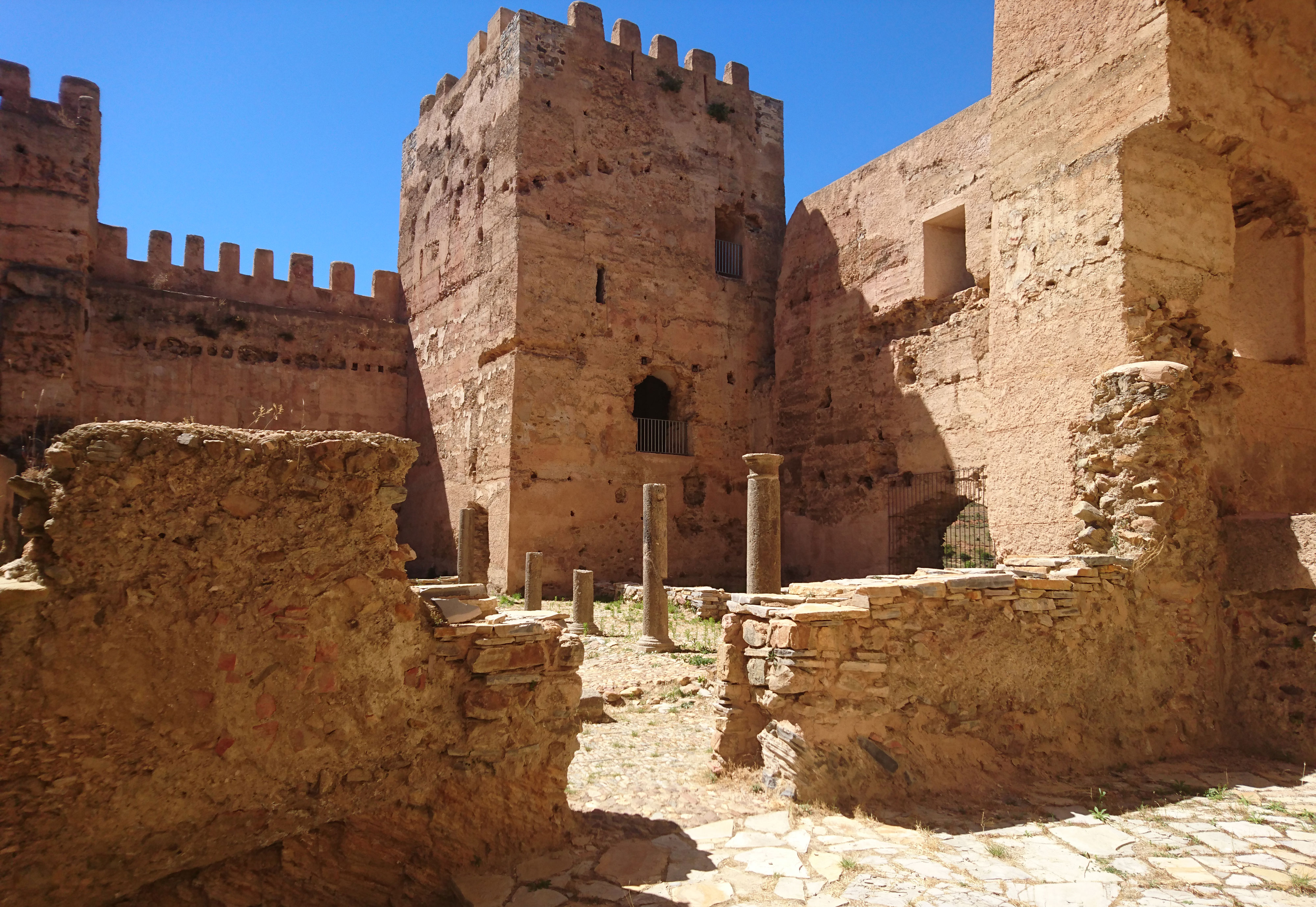
Замок
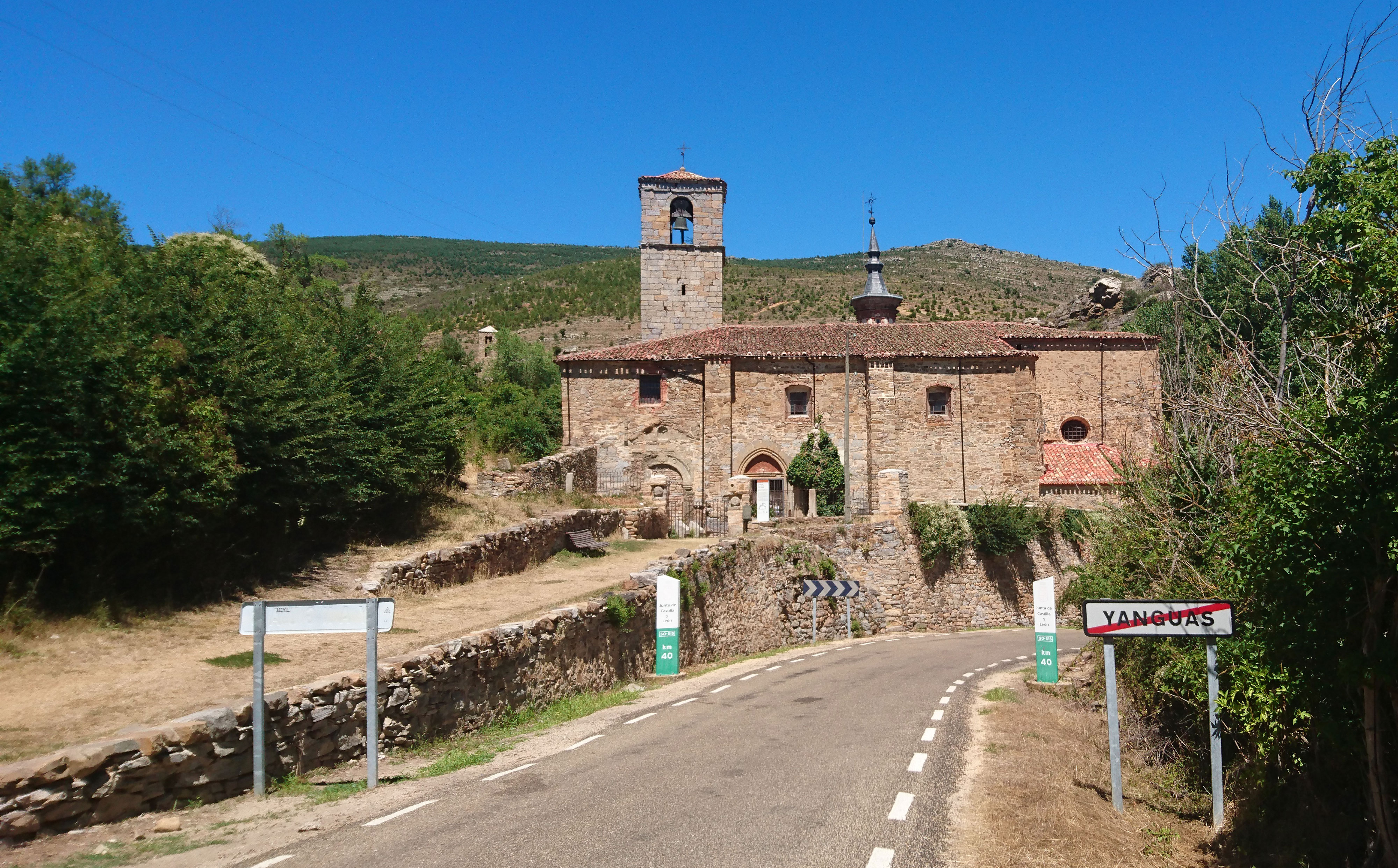